# Teatr Norweski w Bergen

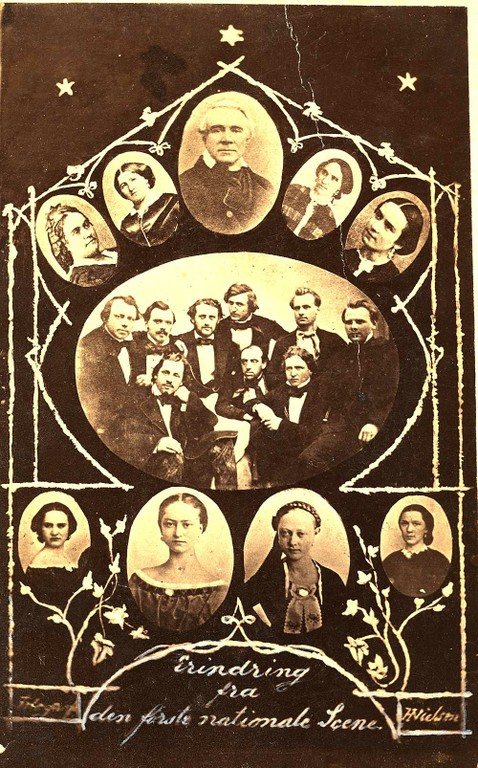
Pierwszy zespół Teatru Norweskiego w Bergen, między innymi Johannes Brun, Louise Brun, Andreas Isachsen, Fredrikke Nielsen, Lucy Wolf, Jacob Prom

Teatr Norweski (norw. Det norske Theater) – pierwszy teatr z repertuarem w języku norweskim, założony w Bergen z inicjatywy skrzypka Ole Bulla. 
Otwarcie nastąpiło 2 stycznia 1850 roku. W latach 1851–1857 głównym reżyserem teatru był Henrik Ibsen. Po jego odejściu do Norweskiego Teatru Kristiania kierownikiem artystycznym został Bjørnstjerne Bjørnson, który utrzymał wysoki poziom przedstawień. Gdy on z kolei zrezygnował z funkcji, teatr stopniowo podupadał, aż 17 maja 1863 ogłoszono zamknięcie sceny. W roku 1876, w tej samej siedzibie, otwarto Scenę Narodową (Den Nationale Scene).